# Taharana furca
Taharana furca är en insektsart som beskrevs av Nielson 1991. Taharana furca ingår i släktet Taharana och familjen dvärgstritar. Inga underarter finns listade i Catalogue of Life.